# Linfadenectomia
Linfadenectomia consiste na remoção cirúrgica de um ou mais grupos de linfonodos. Trata-se de um procedimento de cirurgia oncológica cujas finalidades são diagnósticas, curativas e profiláticas. Pode ser realizada de três maneiras (a exemplo dos tumores gástricos - adenocarcinoma e linfomas):
- Tipo D1, onde linfonodos de até 3 cm de distância do órgão e/ou lesão primária são removidos;
- Tipo D2, onde todos linfonodos que circundam o órgão e/ou lesão são removidos (independe da distância), mais os que acompanham as artérias mais próximas que irrigam o órgão (possíveis sítios de drenagem);
- Tipo D3: D2 + remoção de linfonodos de outros órgãos próximos.